# Parc Pujiang
Le parc Pujiang (chinois simplifié : 浦江郊野公园 ; pinyin : pǔjiāng jiāoyě gōngyuán) est un parc situé dans le district de Minhang de Shanghai, en Chine.  
Son ouverture au grand public a lieu le 29 juillet 2017.

## Caractéristiques
Comptant un total de 15,3 kilomètres carrés, le parc est divisé en 6 zones :  
- Le Jardin merveilleux (花园区),
- La Forêt Vigoureuse (活力森林区),
- Le Champs des hérons (柳鹭田园区),
- Le Repos en forêt (森林休憩区),
- La Promenade au bord de la rivière (滨江漫步区)[2]  ,
- Le Tapis de fleurs merveilleux (奇迹花毯) consistant en une reconstitution végétale tridimensionnelle à grande échelle (20 000 m²) de formes de fleurs[3] .

Le 6 septembre 2019, le parc Pujiang a reçu la note 4A délivrée par le ministère de la Culture et du Tourisme chinois aux attractions touristiques nationales recevant entre 500 000 et 600 000 visiteurs par an.

## Écosystème
Les plantes présentes au niveau du parc demeurent l'orme, le camphre, le metasequoia, ainsi que le magnolia. 
Par ailleurs, de nombreuses espèces d'oiseaux élisaient fréquemment domicile dans la zone géographique correspondant désormais au parc. 

## Transports
Le site est desservi par la ligne 8 ainsi que la ligne Pujiang du métro de Shanghai, station Shendu Highway (沈杜公路).